# Peter Schilling
Peter Schilling (født Pierre Michael Schilling; 28. januar 1956 i Stuttgart) er en tysk sanger og sangskriver. Han er bedst kendt for sin hitsingle Major Tom (Coming Home) fra albummet Error in the System. Udgivet i 1983, var singlen en international succes.

## Diskografi

### Albums og opsamlingsalbum
- Fehler im System, WEA 24.0026.1, 1982 [No. 1 Germany, No. 4 Austria]
- Error in the System, Elektra 60265-1, 1983 [No. 61 US, No. 1 Canada]
- 120 Grad, 1984
- Things to Come, Elektra 604404-1985
- 1.000 Augen, 1986 (album was never released)
- The Different Story (World of Lust and Crime), 1989 (released in Germany in 1992)
- Geheime Macht, 1993
- Major Tom 94, 1994
- Sonne, Mond Und Sterne, 1994
- Von anfangan...bis jetzt, 1999
- Raumnot, 2003
- Retrospektive, 2004
- Zeitsprung, 2004
- Delight Factor Wellness, 2005
- Das Prinzip Mensch, 2006
- Tauch Mit Mir...In Eine Neue Zeit...Das Beste Von 2003–2006, 2006
- Emotionen sind männlich, 2007
- Neu & Live 2010, 2010
- DNA, 2014
- Willkommen in der Zukunft Songs von 1982-2020, 2020
- Vis Viva, 2021

### Singler
- "Träume sind mehr als nur Illusionen"/"Sag nie Good-Bye", 1976 (as Pierre Schilling)
- "Gib her das Ding/Frei sein ist schön", 1979 (As Pierre Schilling)
- "Heut ist was los auf der Autobahn"/"Sweet Sixteen", 1980 (As Pierre Schilling)
- "Lied An Dich"/"Lampenfieber", 1981 (As Pierre Schilling)
- "Major Tom (Völlig losgelöst)", 1982 [No. 1 Germany, No. 1 Switzerland, No. 1 Austria, No. 2 Netherlands]
- "Die Wüste Lebt", 1983 [No. 5 Austria, No. 10 Switzerland, No. 7 Germany]
- "Fehler Im System", 1983
- "Major Tom (Coming Home)", Elektra 7-69811, 1983 [No. 14 US, No. 1 Canada, No. 42 UK, No. 4 South Africa]
- "Major Tom (Coming Home)" (12" single), Elektra 0-66995, 1983
- "Terra Titanic", 1984 [No. 26 Germany]
- "Terra Titanic" (12" single), WEA 249,415-0, 1984
- "Hitze Der Nacht", 1984 [No. 46 Germany]
- "Hitze Der Nacht" (Special Remix), 1984
- "Region 804", 1985
- "Chill of the Night" (promo), 1985
- "Ich Vermisse Dich"/"Für immer jung", 1986 [No. 32 Germany]
- "All The Love I Need"/"In My Youth", 1986
- "Alles Endet Bei Dir"/"Wonderful World", 1986
- "The Different Story (World of Lust And Crime)", 1988 [No. 10 Sweden, No. 61 US]
- "Zug Um Zug", 1992
- "Bild Der Dunkelheit", 1992
- "Viel Zu Heiss", 1993
- "Major Tom 94", 1994 (released in both English and German) [No. 29 Germany]
- "Sonne, Mond Und Sterne", 1994
- "Terra Titanic", 1995 (1995 remixes)
- "Trip to Orion", 1996 (with the Space Pilots)
- "Kingdom of Rain", 2000 (as M*Period)
- "Major Tom 2000" (Ground Control vs. Major Tom) [No. 83 Germany]
- "Terra Titanic 2003", 2003
- "Raumnot", 2003
- "Sonne, Mond Und Sterne 2003", 2003
- "Major Tom 2003", 2003
- "Experiment Erde", 2004
- "Weit Weg", 2005
- "Der Menschliche Faktor" (Remixes), 2005
- "Es Gibt Keine Sehnsucht", 2006